# Sherman (hrabstwo Iron)
Sherman – miasto w Stanach Zjednoczonych, w stanie Wisconsin, w hrabstwie Iron.